# برانیسلاو نوشیج
برانیسلاو نوشیج (به صربی: Бранислав Нушић) (اکتبر ۱۸۶۴ در بلگراد - ژانویه ۱۹۳۸) رمان‌نویس و نمایشنامه‌نویس اهل صربستان و از پایه‌گذاران ادبیات نوین صِرب بود.

## کمدی ها
- نماینده ملت (۱۸۸۵)
- متوفا
- سفر به دور دنیا
- آقای دلار (۱۹۳۲)

## سایر آثار
- فیل در پرونده
- قربانی علم
- قضیه بچه خوک
- شاهزاده سمبری
- مردی چون دیگران
- پزشک